# Sherif Ekramy
Sherif Ekramy, scritto anche Ikrami (in arabo شريف إكرامي‎?; Il Cairo, 1º luglio 1983), è un calciatore egiziano, portiere del Pyramids.

## Biografia
È figlio di Ekramy El-Shahat, anch'esso portiere che ha difeso a suo tempo i pali dell'Al-Ahly e della nazionale egiziana.
È cognato del collega e connazionale Ramadan Sobhi, sposato con la sorella dell'estremo difensore egiziano.

## Caratteristiche tecniche
Pur non essendo perfetto stilisticamente, è un portiere in possesso di discreti riflessi, capace di neutralizzare i tiri dal dischetto. Pecca di efficacia sui tiri dalla lunga distanza e nelle uscite alte.

## Carriera

### Club
Entra nel settore giovanile dell'Al-Ahly all'età di nove anni. Nel 2003 viene aggregato alla prima squadra per coprire il ruolo di terzo portiere alle spalle di Essam El-Hadary e Amir Abdelhamid. Esordisce tra i professionisti il 12 luglio 2004 contro l'Al Kouroum. Il 10 maggio 2005 viene tesserato dal Feyenoord, firmando un contratto valido per tre stagioni. Esordisce in Eredivisie il 2 aprile 2006 contro il Twente, subentrando ad inizio ripresa al posto di Maikel Aerts.
Complice la mancanza di una valida alternativa tra i pali, il 15 dicembre 2009 l'Al-Ahly ne annuncia l'ingaggio in cambio di circa 3 milioni di EGP. Prima scelta tra i pali, nel 2017 - a causa di continui errori, che lo porteranno ad essere soggetto di varie critiche da parte degli addetti ai lavori - perde il posto a favore di Mohamed El-Shenawy.
Il 25 settembre 2020 firma un triennale con il Pyramids.

### Nazionale

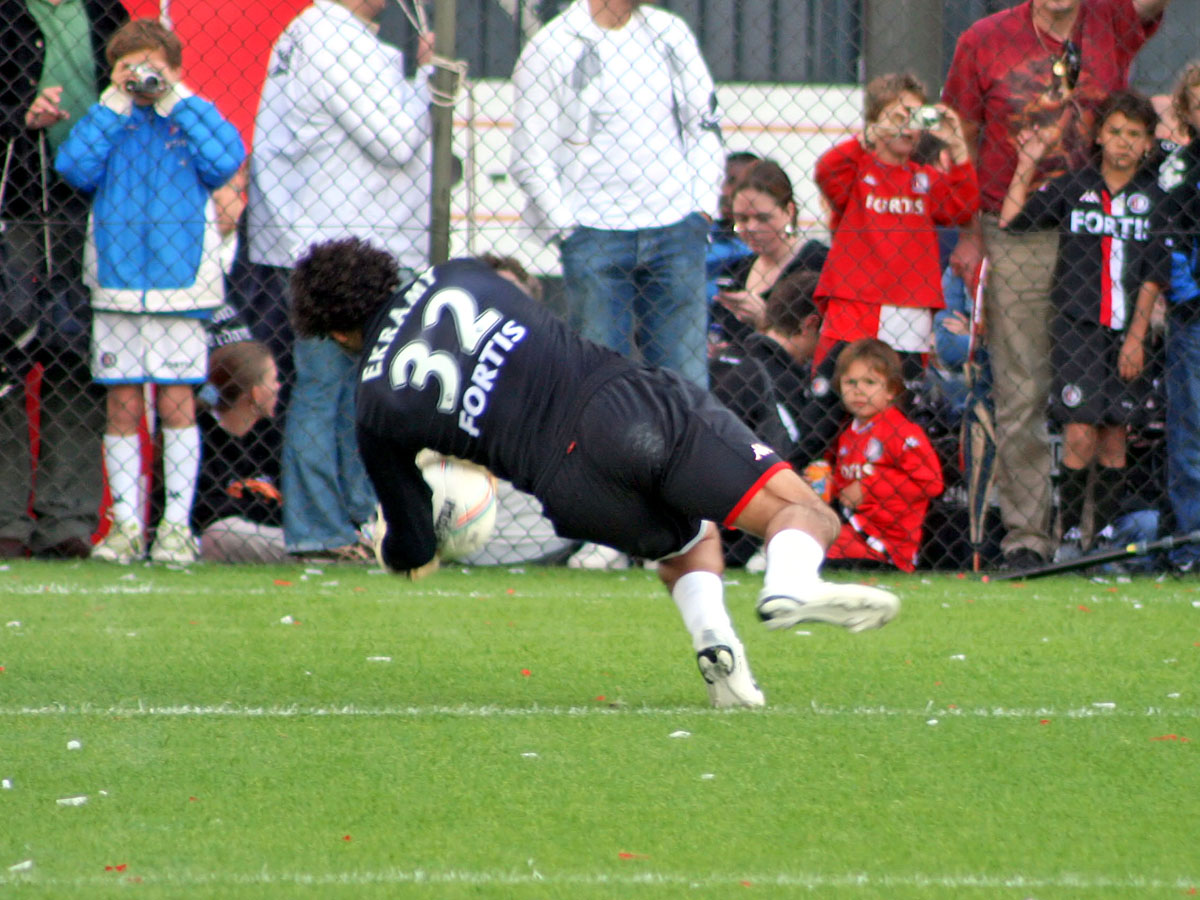
Ekramy ritratto con la maglia del Feyenoord.

Ha giocato nella nazionale egiziana Under-20.
Esordisce con la selezione dei Faraoni il 16 agosto 2006 in Egitto-Uruguay (0-2), subentrando nell'intervallo al posto di Mohamed Abdel Monsef. In precedenza aveva preso parte a due Mondiali con la selezione Under-20.
Titolare sotto la guida dei CT Bob Bradley e Shawky Gharib, a causa di alcuni errori perde il posto a favore di El-Shenawy. Il 4 gennaio 2017 il CT Héctor Cúper lo inserisce nella lista dei 23 convocati che prenderanno parte alla Coppa d'Africa 2017.
Seconda alternativa di Cúper tra i pali alle spalle di El-Shenawy, a causa di un problema muscolare rimediato in allenamento è costretto a saltare la partita con il Mali, venendo scavalcato - complice l'infortunio di El-Shenawy - nelle gerarchie da El-Hadary, che difenderà i pali della selezione egiziana per il resto della competizione. Il 4 giugno 2018 viene incluso nella lista dei 23 convocati per il campionato del mondo 2018, per coprire il ruolo di terzo portiere, alle spalle di Mohamed El-Shenawy ed El-Hadary.

## Statistiche

### Presenze e reti nei club
Statistiche aggiornate all'8 dicembre 2024.
| Stagione         | Squadra          | Campionato       | Campionato | Campionato | Coppe nazionali | Coppe nazionali | Coppe nazionali | Coppe continentali | Coppe continentali | Coppe continentali | Altre coppe | Altre coppe | Altre coppe  | Totale | Totale |
| Stagione         | Squadra          | Comp             | Pres       | Reti       | Comp            | Pres            | Reti            | Comp               | Pres               | Reti               | Comp        | Pres        | Reti         | Pres   | Reti   |
| ---------------- | ---------------- | ---------------- | ---------- | ---------- | --------------- | --------------- | --------------- | ------------------ | ------------------ | ------------------ | ----------- | ----------- | ------------ | ------ | ------ |
| 2003-2004        | Al-Ahly          | PL               | 2          | -2         | CE              | 0               | 0               | ACC+CCL            | 0                  | 0                  | SE          | 0           | 0            | 2      | -2     |
| 2004-2005        | Al-Ahly          | PL               | 0          | 0          | CE              | 0               | 0               | CCL                | 0                  | 0                  | -           | -           | -            | 0      | 0      |
| 2005-2006        | Feyenoord        | ED               | 3          | -2         | CO              | 0               | 0               | CU                 | 0                  | 0                  | -           | -           | -            | 3      | -2     |
| 2006-2007        | Feyenoord        | ED               | 3          | -8         | CO              | 0               | 0               | CU                 | 0                  | 0                  | -           | -           | -            | 3      | -8     |
| 2007-2008        | Feyenoord        | ED               | 1          | -3         | CO              | 0               | 0               | -                  | -                  | -                  | -           | -           | -            | 1      | -3     |
| 2008-gen. 2009   | Ankaragücü       | SL               | 0          | 0          | TK              | 0               | 0               | -                  | -                  | -                  | -           | -           | -            | 0      | 0      |
| gen.-giu. 2009   | Feyenoord        | ED               | 0          | 0          | CO              | 0               | 0               | CU                 | -                  | -                  | SO          | -           | -            | 0      | 0      |
| Totale Feyenoord | Totale Feyenoord | Totale Feyenoord | 7          | -13        |                 | 0               | 0               |                    | 0                  | 0                  |             | -           | -            | 7      | -13    |
| 2009-gen. 2010   | El Gouna         | PL               | 9          | -11        | CE              | 0               | 0               | -                  | -                  | -                  | -           | -           | -            | 9      | -11    |
| gen.-giu. 2010   | Al-Ahly          | PL               | 7          | -5         | CE              | 5               | -3              | CCL                | 9                  | -7                 | SE          | -           | -            | 21     | -15    |
| 2010-2011        | Al-Ahly          | PL               | 7          | -4         | CE              | 2               | -1              | CCL                | 0                  | 0                  | SE          | 1           | 0            | 10     | -5     |
| 2011-2012        | Al-Ahly          | PL               | 14         | -12        | -               | -               | -               | CCL                | 14                 | -13                | -           | -           | -            | 28     | -25    |
| 2012-2013        | Al-Ahly          | PL               | 15         | -10        | CE              | 0               | 0               | CCL                | 14                 | -12                | SE+SA+Cmc   | 1+1+2       | -1 + -1 + -2 | 33     | -26    |
| 2013-2014        | Al-Ahly          | PL               | 19+3       | -10 + -0   | CE              | 3               | -5              | CCL+CC             | 4+10               | -5 + -8            | SA+Cmc      | 1+2         | -2 + -7      | 42     | -37    |
| 2014-2015        | Al-Ahly          | PL               | 18         | -10        | CE              | 4               | -4              | CCL+CC             | 4+9                | -1 + -9            | SE+SA       | 1+1         | 0 + -1       | 37     | -25    |
| 2015-2016        | Al-Ahly          | PL               | 26         | -16        | CE              | 0               | 0               | CCL                | 4                  | -7                 | SE          | 1           | -2           | 31     | -25    |
| 2016-2017        | Al-Ahly          | PL               | 30         | -9         | CE              | 2               | -1              | CCL                | 14                 | -12                | SE          | 1           | 0            | 47     | -22    |
| 2017-2018        | Al-Ahly          | PL               | 7          | -5         | CE              | 0               | 0               | ACC+CCL            | 0                  | 0                  | SE          | 0           | 0            | 7      | -5     |
| 2018-2019        | Al-Ahly          | PL               | 8          | -5         | CE              | 0               | 0               | ACC+CCL            | 2+2                | -0 + -1            | SE          | 0           | 0            | 12     | -6     |
| 2019-2020        | Al-Ahly          | PL               | 0          | 0          | CE              | 1               | -1              | CCL                | 0                  | 0                  | SE          | 0           | 0            | 1      | -1     |
| Totale Al-Ahly   | Totale Al-Ahly   | Totale Al-Ahly   | 153+3      | -88        |                 | 17              | -15             |                    | 86                 | -75                |             | 12          | -16          | 271    | -194   |
| 2020-2021        | Pyramids         | PL               | 28         | -30        | CE              | 2               | -3              | CC                 | 11                 | -9                 | -           | -           | -            | 41     | -42    |
| 2021-2022        | Pyramids         | PL               | 19         | -12        | CE              | 1               | 0               | CC                 | 11                 | -4                 | -           | -           | -            | 31     | -16    |
| 2022-2023        | Pyramids         | PL               | 0          | 0          | CE              | 0               | 0               | CC                 | 1                  | 0                  | SE          | 0           | 0            | 1      | 0      |
| 2023-2024        | Pyramids         | PL               | 4          | -1         | CE              | 1               | 0               | CCL                | 0                  | 0                  | SE          | 0           | 0            | 5      | -1     |
| 2024-2025        | Pyramids         | PL               | 0          | 0          | CE              | 0               | 0               | CCL                | 1                  | 0                  | SE          | 1           | -2           | 2      | -2     |
| Totale Pyramids  | Totale Pyramids  | Totale Pyramids  | 51         | -43        |                 | 4               | -3              |                    | 24                 | -13                |             | 1           | -2           | 80     | -61    |
| Totale carriera  | Totale carriera  | Totale carriera  | 223        | -155       |                 | 21              | -18             |                    | 110                | -88                |             | 13          | -18          | 367    | -279   |

### Cronologia presenze e reti in nazionale
| Cronologia completa delle presenze e delle reti in nazionale ― Egitto | Cronologia completa delle presenze e delle reti in nazionale ― Egitto | Cronologia completa delle presenze e delle reti in nazionale ― Egitto | Cronologia completa delle presenze e delle reti in nazionale ― Egitto | Cronologia completa delle presenze e delle reti in nazionale ― Egitto | Cronologia completa delle presenze e delle reti in nazionale ― Egitto | Cronologia completa delle presenze e delle reti in nazionale ― Egitto | Cronologia completa delle presenze e delle reti in nazionale ― Egitto |
| Data                                                                  | Città                                                                 | In casa                                                               | Risultato                                                             | Ospiti                                                                | Competizione                                                          | Reti                                                                  | Note                                                                  |
| --------------------------------------------------------------------- | --------------------------------------------------------------------- | --------------------------------------------------------------------- | --------------------------------------------------------------------- | --------------------------------------------------------------------- | --------------------------------------------------------------------- | --------------------------------------------------------------------- | --------------------------------------------------------------------- |
| 16-8-2006                                                             | Alessandria d'Egitto                                                  | Egitto                                                                | 0 – 2                                                                 | Uruguay                                                               | Amichevole                                                            | -2                                                                    | 46’                                                                   |
| 14-4-2012                                                             | Dubai                                                                 | Egitto                                                                | 3 – 0                                                                 | Mauritania                                                            | Amichevole                                                            | -                                                                     |                                                                       |
| 12-10-2012                                                            | Dubai                                                                 | Egitto                                                                | 3 – 0                                                                 | Rep. del Congo                                                        | Amichevole                                                            | -                                                                     |                                                                       |
| 6-2-2013                                                              | Madrid                                                                | Cile                                                                  | 2 – 1                                                                 | Egitto                                                                | Amichevole                                                            | -2                                                                    |                                                                       |
| 7-3-2013                                                              | Al Rayyan                                                             | Qatar                                                                 | 3 – 1                                                                 | Egitto                                                                | Amichevole                                                            | -3                                                                    |                                                                       |
| 22-3-2013                                                             | Alessandria d'Egitto                                                  | Egitto                                                                | 10 – 0                                                                | eSwatini                                                              | Amichevole                                                            | -                                                                     | 46’                                                                   |
| 4-6-2013                                                              | Il Cairo                                                              | Egitto                                                                | 1 – 1                                                                 | Botswana                                                              | Amichevole                                                            | -1                                                                    |                                                                       |
| 9-6-2013                                                              | Harare                                                                | Zimbabwe                                                              | 2 – 4                                                                 | Egitto                                                                | Qual. Mondiali 2014                                                   | -2                                                                    |                                                                       |
| 16-6-2013                                                             | Maputo                                                                | Mozambico                                                             | 0 – 1                                                                 | Egitto                                                                | Qual. Mondiali 2014                                                   | -                                                                     | 89’                                                                   |
| 10-9-2013                                                             | El Gouna                                                              | Egitto                                                                | 4 – 2                                                                 | Guinea                                                                | Qual. Mondiali 2014                                                   | -2                                                                    |                                                                       |
| 15-10-2013                                                            | Kumasi                                                                | Ghana                                                                 | 6 – 1                                                                 | Egitto                                                                | Qual. Mondiali 2014                                                   | -4                                                                    | 57’                                                                   |
| 19-11-2013                                                            | Il Cairo                                                              | Egitto                                                                | 2 – 1                                                                 | Ghana                                                                 | Qual. Mondiali 2014                                                   | -1                                                                    |                                                                       |
| 5-3-2014                                                              | Innsbruck                                                             | Bosnia ed Erzegovina                                                  | 0 – 2                                                                 | Egitto                                                                | Amichevole                                                            | -                                                                     | 46’                                                                   |
| 30-5-2014                                                             | Santiago del Cile                                                     | Cile                                                                  | 3 – 2                                                                 | Egitto                                                                | Amichevole                                                            | -1                                                                    | 46’                                                                   |
| 5-9-2014                                                              | Dakar                                                                 | Senegal                                                               | 2 – 0                                                                 | Egitto                                                                | Qual. Coppa d'Africa 2015                                             | -2                                                                    |                                                                       |
| 10-9-2014                                                             | Il Cairo                                                              | Egitto                                                                | 0 – 1                                                                 | Tunisia                                                               | Qual. Coppa d'Africa 2015                                             | -1                                                                    |                                                                       |
| 26-3-2015                                                             | Il Cairo                                                              | Egitto                                                                | 2 – 0                                                                 | Guinea Equatoriale                                                    | Amichevole                                                            | -                                                                     |                                                                       |
| 27-1-2016                                                             | Aswan                                                                 | Egitto                                                                | 0 – 1                                                                 | Giordania                                                             | Amichevole                                                            | -1                                                                    |                                                                       |
| 8-1-2017                                                              | Il Cairo                                                              | Egitto                                                                | 1 – 0                                                                 | Tunisia                                                               | Amichevole                                                            | -                                                                     | 46’                                                                   |
| 28-3-2017                                                             | Alessandria d'Egitto                                                  | Egitto                                                                | 3 – 0                                                                 | Togo                                                                  | Amichevole                                                            | -                                                                     | Cap.                                                                  |
| 11-6-2017                                                             | Radès                                                                 | Tunisia                                                               | 1 – 0                                                                 | Egitto                                                                | Qual. Coppa d'Africa 2019                                             | -1                                                                    |                                                                       |
| 12-11-2017                                                            | Cape Coast                                                            | Ghana                                                                 | 1 – 1                                                                 | Egitto                                                                | Qual. Mondiali 2018                                                   | -1                                                                    | Cap. 87’                                                              |
| 25-5-2018                                                             | Madinat al-Kuwait                                                     | Kuwait                                                                | 1 – 1                                                                 | Egitto                                                                | Amichevole                                                            | -1                                                                    | Cap.                                                                  |
| Totale                                                                |                                                                       | Presenze                                                              | 23                                                                    |                                                                       | Reti                                                                  | -25                                                                   |                                                                       |

## Palmarès

### Club

#### Competizioni nazionali
- Campionato egiziano: 9

Al-Ahly: 2004-2005, 2009-2010, 2010-2011, 2013-2014, 2015-2016, 2016-2017, 2017-2018, 2018-2019, 2019-2020
- Coppa d'Egitto: 2

Al-Ahly: 2016-2017
Pyramids: 2023-2024
- Supercoppa d'Egitto: 7

Al-Ahly: 2003, 2010, 2012, 2014, 2015, 2017, 2018
- Coppa dei Paesi Bassi: 1

Feyenoord: 2007-2008

#### Competizioni internazionali
- CAF Champions League: 3

Al-Ahly: 2012, 2013
Pyramids: 2024-2025
- Supercoppa CAF: 2

Al-Ahly: 2013, 2014
- Coppa della Confederazione CAF: 1

Al-Ahly: 2014

### Nazionale
- Coppa delle Nazioni Africane Under-20: 1

2003

### Individuale
- Egyptian Premier League Team of the Year: 1[32]

2016-2017
- Egyptian Premier League Goalkeeper of the Year: 1[32]

2016-2017